# 南投寶鐸花
南投寶鐸花（学名：Disporum nantouense）为百合科寶鐸花屬下的一个种。

## 扩展阅读
- 維基物種上的相關：南投寶鐸花